# Варданян, Давид Манукович
Давид Манукович Варданян (арм. Դավիթ Վարդանյան; 12 февраля 1950, Ереван — 28 мая 2022) — армянский государственный и политический деятель.

## Биография
- 1966—1971 — физический факультет Ереванского государственного университета. Физик-теоретик. Кандидат физико-математических наук.
- 1971—1990 — работал сначала лаборантом, старшим лаборантом, а затем начальником сектора на кафедре физики твердого тела Ереванского государственного университета.
- С 1988 — член комитета «Карабах».
- Январь-май 1989 — был арестован вместе с другими членами комитета.
- 1990—1995 — депутат верховного совета. Член постоянной комиссии по внешним сношениям.
- 1995—1999 — депутат парламента Армении. Член партии «НДС».
- 1998—1999 — работал начальником контрольной службы аппарата президента Армении.
- 30 мая 1999 — вновь избран депутатом парламента. Член постоянной комиссии по обороне, национальной безопасности и внутренним делам. Член «НДС»
- 2000—2004 — был министром по управлению государственным имуществом Армении.

Скончался 28 мая 2022 года.